# Taung
Taung este un oraș din Africa de Sud.